# Mario Balotelli
Mario Barwuah Balotelli (n. 12 august 1990, Palermo, Italia) este un fotbalist italian și ghanez, care joacă pe post de atacant la Genoa în Serie A. Pe plan internațional, are prezențe la națională pentru Italia U21⁠(d) și Italia.

## Începutul vieții
Balotelli s-a născut din imigranți ghanezi Thomas și Rose Barwuah în orașul italian Palermo. Familia s-a mutat la scurt timp în Bagnolo Mella în provincia Brescia, Lombardia la scurt timp după ce Balotelli s-a născut. În 1993, la vârsta de 3 ani, familia Barwuah a fost de acord să îl încredințeze pe Mario, familiei Balotelli, adopția fiind legalizată cu succes de Curtea din Brescia. Mai târziu, Balotelli și-a acuzat părinții biologici de căutare a publicității, spunând că îl vor înapoi doar pentru că este faimos. Ei au trăit în Concesio, un oraș din Brescia. Conform Legii 91 din 5 februarie 1992, Balotelli trebuie să aștepte până împlinește 18 ani pentru a cere cetățenie italiană, deoarece adopția lui nu a fost făcut niciodată definitivă, dar a câștigat-o oficial pe 13 august 2008.

## Cariera de club

### Lumezanne
Balotelli își începe cariera la Lumezanne.La vârsta de 15 ani a fost promovat la prima echipă,debutul la prima echipă și-l face într-un meci de Serie C1 împotriva echpei Padova.

### Inter Milano
Încercarea la Barcelona la 15 ani este un eșec,.Balotelli semnează cu Inter Milano în 2006,sub formă de împrumut,pe o sumă de 150,000 €.

## Statistici carieră

### Club
La 21 decembrie 2024.
| Club             | Sezon            | Campionat        | Campionat | Campionat | Cupă    | Cupă   | Cupa Ligii | Cupa Ligii | Europa  | Europa | Altele  | Altele | Total   | Total  |
| Club             | Sezon            | Divizia          | Meciuri   | Goluri    | Meciuri | Goluri | Meciuri    | Goluri     | Meciuri | Goluri | Meciuri | Goluri | Meciuri | Goluri |
| ---------------- | ---------------- | ---------------- | --------- | --------- | ------- | ------ | ---------- | ---------- | ------- | ------ | ------- | ------ | ------- | ------ |
| Lumezzane        | 2005–06          | Serie C1         | 2         | 0         | —       | —      | —          | —          | —       | —      | —       | —      | 2       | 0      |
| Lumezzane        | Total            | Total            | 2         | 0         | —       | —      | —          | —          | —       | —      | —       | —      | 2       | 0      |
| Inter Milano     | 2007–08          | Serie A          | 11        | 3         | 4       | 4      | —          | —          | 0       | 0      | 0       | 0      | 15      | 7      |
| Inter Milano     | 2008–09          | Serie A          | 22        | 8         | 2       | 0      | —          | —          | 6       | 1      | 1       | 1      | 31      | 10     |
| Inter Milano     | 2009–10          | Serie A          | 29        | 9         | 5       | 1      | —          | —          | 8       | 1      | 1       | 0      | 40      | 11     |
| Inter Milano     | Total            | Total            | 59        | 20        | 11      | 5      | —          | —          | 14      | 2      | 2       | 1      | 86      | 28     |
| Manchester City  | 2010–11          | Premier League   | 17        | 6         | 5       | 1      | 0          | 0          | 6       | 3      | —       | —      | 28      | 10     |
| Manchester City  | 2011–12          | Premier League   | 23        | 13        | 0       | 0      | 2          | 1          | 6       | 3      | 1       | 0      | 32      | 17     |
| Manchester City  | 2012–13          | Premier League   | 14        | 1         | 1       | 0      | 1          | 1          | 4       | 1      | 0       | 0      | 20      | 3      |
| Manchester City  | Total            | Total            | 54        | 20        | 6       | 1      | 3          | 2          | 16      | 7      | 1       | 0      | 80      | 30     |
| Milan            | 2012–13          | Serie A          | 13        | 12        | 0       | 0      | —          | —          | —       | —      | —       | —      | 13      | 12     |
| Milan            | 2013–14          | Serie A          | 30        | 14        | 1       | 1      | —          | —          | 10      | 3      | —       | —      | 41      | 18     |
| Milan            | Total            | Total            | 43        | 26        | 1       | 1      | —          | —          | 10      | 3      | —       | —      | 54      | 30     |
| Liverpool        | 2014–15          | Premier League   | 16        | 1         | 4       | 0      | 3          | 1          | 5       | 2      | —       | —      | 28      | 4      |
| Liverpool        | Total            | Total            | 16        | 1         | 4       | 0      | 3          | 1          | 5       | 2      | —       | —      | 28      | 4      |
| Milan (împrumut) | 2015–16          | Serie A          | 20        | 1         | 3       | 2      | —          | —          | —       | —      | —       | —      | 23      | 3      |
| Milan (împrumut) | Total            | Total            | 20        | 1         | 3       | 2      | —          | —          | —       | —      | —       | —      | 23      | 3      |
| Nice             | 2016–17          | Ligue 1          | 23        | 15        | 0       | 0      | 1          | 1          | 4       | 1      | —       | —      | 28      | 17     |
| Nice             | 2017–18          | Ligue 1          | 28        | 18        | 0       | 0      | 1          | 1          | 9       | 7      | —       | —      | 38      | 26     |
| Nice             | 2018–19          | Ligue 1          | 10        | 0         | 0       | 0      | 0          | 0          | —       | —      | —       | —      | 10      | 0      |
| Nice             | Total            | Total            | 61        | 33        | 0       | 0      | 2          | 2          | 13      | 8      | —       | —      | 76      | 43     |
| Marseille        | 2018–19          | Ligue 1          | 15        | 8         | 0       | 0      | 0          | 0          | —       | —      | —       | —      | 15      | 8      |
| Brescia          | 2019–20          | Serie A          | 19        | 5         | 0       | 0      | —          | —          | —       | —      | —       | —      | 19      | 5      |
| Monza            | 2020–21          | Serie B          | 12        | 5         | —       | —      | —          | —          | —       | —      | 2       | 1      | 14      | 6      |
| Adana Demirspor  | 2021–22          | Süper Lig        | 31        | 18        | 2       | 1      | —          | —          | —       | —      | —       | —      | 33      | 19     |
| Adana Demirspor  | 2022–23          | Süper Lig        | 2         | 0         | —       | —      | —          | —          | —       | —      | –       | –      | 2       | 0      |
| Adana Demirspor  | Total            | Total            | 33        | 18        | 2       | 1      | —          | —          | —       | —      | —       | —      | 35      | 19     |
| Sion             | 2022–23          | Super League     | 18        | 6         | 1       | 0      | —          | —          | —       | —      | —       | —      | 19      | 6      |
| Adana Demirspor  | 2023–24          | Süper Lig        | 16        | 7         | —       | —      | —          | —          | —       | —      | —       | —      | 16      | 7      |
| Genoa            | 2024–25          | Serie A          | 6         | 0         | —       | —      | —          | —          | —       | —      | —       | —      | 6       | 0      |
| Totalul carierei | Totalul carierei | Totalul carierei | 374       | 150       | 28      | 10     | 8          | 5          | 58      | 22     | 5       | 2      | 473     | 189    |

1. ↑  Trei meciuri și un gol în UEFA Champions League, două meciuri și un gol în Europa League
2. ↑  Două apariții și un gol în UEFA Champions League, cinci apariții și patru goluri în UEFA Europa League
3. ↑  Apariții în play-off-urile de promovare din Serie B

### Internațional
La 30 iunie 2014..
| Națională | An    | Meciuri | Goluri |
| --------- | ----- | ------- | ------ |
| Italia    | 2010  | 2       | 0      |
| Italia    | 2011  | 5       | 1      |
| Italia    | 2012  | 9       | 4      |
| Italia    | 2013  | 13      | 7      |
| Italia    | 2014  | 4       | 1      |
| Total     | Total | 33      | 13     |

#### Goluri internaționale
| 1.                 | 11 noiembrie 2011  | Stadion Miejski, Wrocław            | Polonia           | 1–0 | 2–0 | Meci amical                                            |
| 2.                 | 18 iunie 2012      | Municipal Stadium, Poznań           | Republica Irlanda | 2–0 | 2–0 | Euro 2012                                              |
| 3.                 | 28 iunie 2012      | National Stadium, Warsaw            | Germania          | 1–0 | 2–1 | Euro 2012                                              |
| 4.                 | 28 iunie 2012      | National Stadium, Warsaw            | Germania          | 2–0 | 2–1 | Euro 2012                                              |
| 5.                 | 16 octombrie 2012  | San Siro, Milano                    | Danemarca         | 3–1 | 3–1 | Calificările pentru Campionatul Mondial de Fotbal 2014 |
| 6.                 | 21 martie 2013     | Stade de Genève, Geneva             | Brazilia          | 2–2 | 2–2 | Meci amical                                            |
| 7.                 | 26 martie 2013     | Ta' Qali National Stadium, Ta' Qali | Malta             | 1–0 | 2–0 | Calificările pentru Campionatul Mondial de Fotbal 2014 |
| 8.                 | 26 martie 2013     | Ta' Qali National Stadium, Ta' Qali | Malta             | 2–0 | 2–0 | Calificările pentru Campionatul Mondial de Fotbal 2014 |
| 9.                 | 16 iunie 2013      | Estádio do Maracanã, Rio de Janeiro | Mexic             | 2–1 | 2–1 | Cupa Confederațiilor FIFA 2013                         |
| 10.                | 19 iunie 2013      | Arena Pernambuco, Recife, Brazilia  | Japonia           | 3–2 | 4–3 | Cupa Confederațiilor FIFA 2013                         |
| 11.                | 10 septembrie 2013 | Juventus Stadium, Torino, Italia    | Cehia             | 2–1 | 2–1 | Calificările pentru Campionatul Mondial de Fotbal 2014 |
| 12.                | 15 octombrie 2013  | Stadio San Paolo, Napoli, Italia    | Armenia           | 2–2 | 2–2 | Calificările pentru Campionatul Mondial de Fotbal 2014 |
| 13.                | 14 iunie 2014      | Arena Amazonia, Manaus, Brazilia    | Anglia            | 2–1 | 2–1 | Campionatul Mondial de Fotbal 2014                     |
| La 24 iunie 2014.. |                    |                                     |                   |     |     |                                                        |

## Palmares

### Club
Inter
- Serie A (3): 2007–08, 2008–09, 2009–10
- Coppa Italia (1): 2009–10
- Supercoppa Italiana (1): 2008
- Liga Campionilor UEFA (1): 2009–10

Internationale Milano
- Premier League (1): 2011–12
- FA Cup (1): 2010–11
- FA Community Shield (1): 2012

### International
- Campionatul European de Fotbal

Vice-campion: 2012

### Individual
- Golden Boy Award (1): 2010
- Omul meciului în Finala FA Cup (1): 2011
- UEFA Euro Team of the Tournament: 2012
- Serie A Team of the Year (1): 2012–13